# Rudy Rabbinge
Roelof (Rudy) Rabbinge (Kampen, 8 november 1946) is een Nederlands agronoom, politicus en hoogleraar aan de Wageningen Universiteit.

## Levensloop
Rudy Rabbinge studeerde tussen 1964 en 1971 landbouwkunde. In 1976 promoveerde hij in landbouw- en milieukunde bij professor Kees de Wit op het proefschrift Biological control of fruit-tree red spider mite. In 1985 werd hij benoemd als hoogleraar in de gewasecologie bij de groep van Kees de Wit. Hij volgde de Wit op als hoogleraar in de Productie Ecologie in 1988. Later werd hij benoemd als universiteitshoogleraar. In november 2011 ging hij met emeritaat.
Voor de PvdA was hij tussen 1978 en 1988 lid van de Provinciale Staten van Gelderland. Tevens was hij gewestelijk bestuurslid en adviseerde hij de Tweede Kamerfractie op het gebied van landbouw en milieu en ruimtelijke ordening.
Rabbinge was eerder lid van de Wetenschappelijke Raad voor het Regeringsbeleid (WRR) en is sinds 2001 universiteitshoogleraar aan de Wageningen Universiteit, met als leeropdracht duurzame ontwikkeling en systeeminnovatie en was tot 2006 decaan van de Wageningen Graduate Schools.
Namens de Partij van de Arbeid was hij van 1999 tot 2007 lid van de Eerste Kamer. In de Eerste Kamer hield Rabbinge zich bezig met Landbouw, Financiën, Ontwikkelingssamenwerking, Milieu en Hoger Onderwijs. Hij was voorzitter van de vaste commissie voor Ontwikkelingssamenwerking en secretaris van de PvdA-fractie. In 2019 was hij lid van de Commissie Remkes, die adviseerde over de stikstofcrisis.
Rabbinge vervulde diverse functies in het bedrijfsleven.

## Publicaties
Rabbinge heeft meer dan 300 publicaties op zijn naam staan op wetenschappelijk gebied.